# EiffelTowers in het seizoen 2010-11
In het seizoen 2010-11 speelden de EiffelTowers in de eredivisie van het basketbal. Den Bosch eindigde uiteindelijk op de derde plaats en kwam niet verder dan de halve finale van de play-offs. Hierin ging het onderuit tegen GasTerra Flames met 3-2.

## Team
Nadat in het vorige seizoen de coach Don Beck werd ontslagen, en bekend werd dat zijn vervanger Maarten van Gent ook niet zo blijven in Den Bosch kwam het team dit seizoen met de uit Oostenrijk afkomstige Raoul Korner. Korner tekende voor een jaar.
Van de selectie van het vorige seizoen bleven de Nederlandse basketballers Rogier Jansen, Kees Akerboom, Stefan Wessels, Djoenie Steenvoorde en Marcel Aarts. Deze spelers werden aangevuld met drie nieuwe Amerikaanse spelers, de guards Julien Mills en Frank Turner en de center John Smith.
2005-06 · 2006-07 · 2007-08 · 2008-09 · 2009-10 · 2010-11 · 2011-12 · 2012-13 · 2013-14 · 2014-15 · 2015-16 · 2016-17 · 2017-18 · 2018-19 · 2019-20